# Frazer Nash
Frazer Nash — марка британських спортивних автомобілів, що вироблялися з 1922 року компанією Frazer Nash Limited, заснованою інженером Арчібальдом Фрейзером-Нешем. Після фінансового краху в 1927 році була зареєстрована нова компанія AFN Limited. У 1929 році контроль над AFN перейшов до Гарольда Джона Олдінгтона.

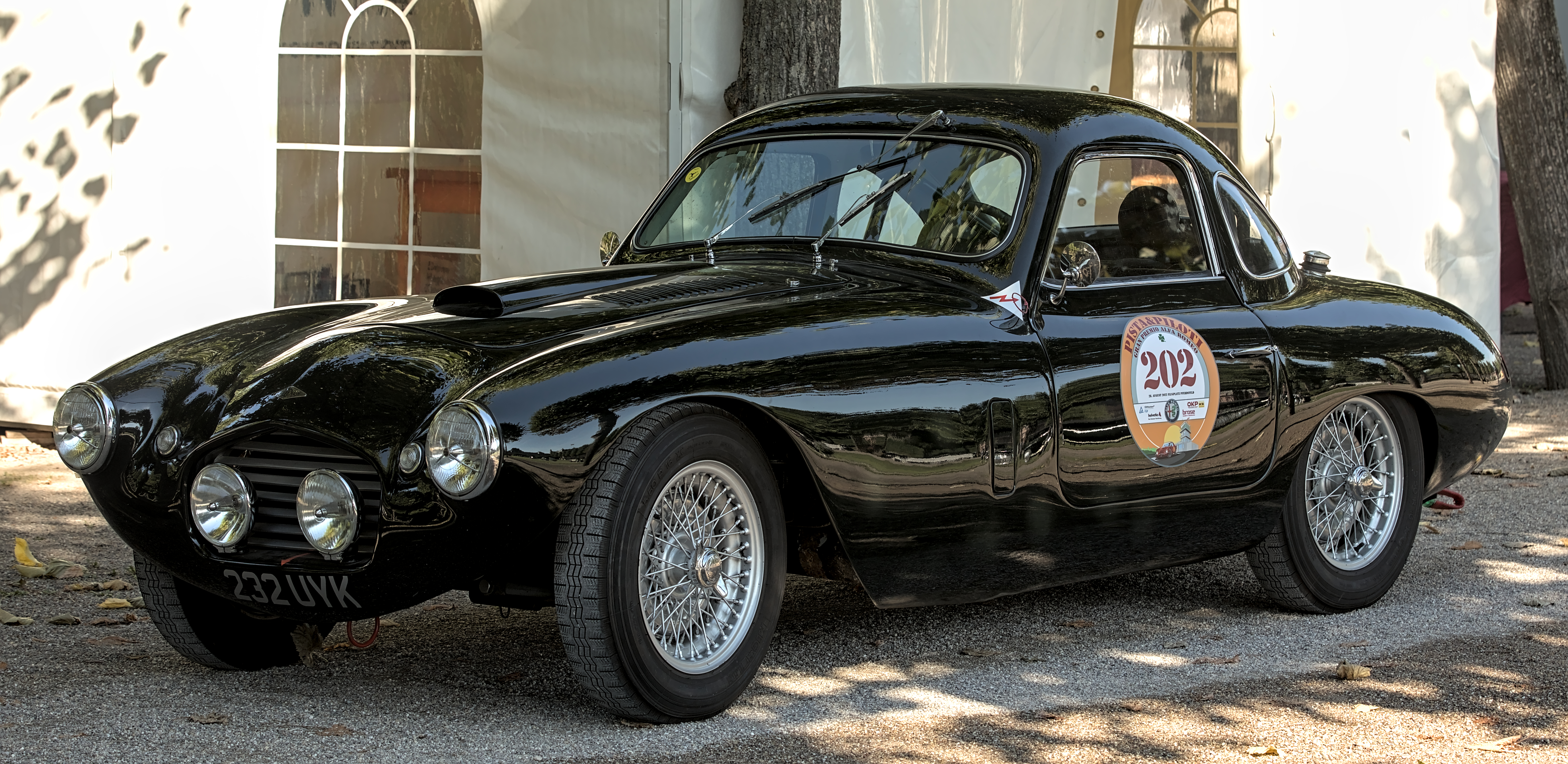
Frazer Nash Le Mans coupé

До Другої світової війни AFN продовжувала виробляти невелику кількість спортивних автомобілів під маркою Frazer Nash з унікальною багатоланцюговою трансмісією. Це продовжилося після війни, випустивши ще 85 спортивних автомобілів, перш ніж припинити виробництво в 1957 році. Післявоєнні автомобілі мали звичайні трансмісії.
Британські агенти для BMW організували кузови та внесли модифікації, включаючи маркування автомобілів «Frazer Nash BMW».
Контроль над AFN Limited, британськими агентами Porsche, перейшов від родини Олдінгтон до Porsche у 1987 році.